# J-型小行星
 J-型小行星是光譜與古銅無球隕石相似的小行星，大概是來自灶神星地殼深處。
它們的光譜與V-型小行星相似，但是在1 μm有特別強的吸收帶。
此型的例子有2442 Corbett、, 3869 Norton、4005 1979 TC2、和4215 1987 VE1。